# Kuglefisk
Kuglefisk (Tetraodon) er en gruppe af fisk, der findes i både ferskvand, brakvand og saltvand.
Disse fisk kan "puste" sig op til at blive "kuglerunde". Noget der oftest sker som forsvar eller parringsadfærd.